# Lissonota inconspicua
Lissonota inconspicua är en stekelart som beskrevs av Otto Schmiedeknecht 1935. Lissonota inconspicua ingår i släktet Lissonota och familjen brokparasitsteklar. Inga underarter finns listade i Catalogue of Life.